# Cirkus Bech-Olsen
Cirkus Bech-Olsen var et dansk omrejsende cirkus, som blev startet 1908 af den danske mesterbryder, Magnus Emanuel Bech-Olsen (1866-1932). Cirkus Bech-Olsen havde en periode også fast spillested i København, da Bech-Olsen lejede et grundstykke på Ladegårdens jorder, hvor han i 1910 indviede en cirkusbygning af træ på Åboulevarden i København med plads til 2.000 tilskuere. Senere drev Bech-Olsen for en kortere periode biografteater under navnet Kæmpe Biografen i bygningen, der blev revet ned i 1919. 
Efter næsten 25 år som cirkusdirektør døde Magnus Bech-Olsen i 1932, Cirkus Bech-Olsen blev overtaget af hans søn Manne Bech-Olsen, men ophørte to år senere i 1934.